# 日本穀物検定協会
一般財団法人日本穀物検定協会（にほんこくもつけんていきょうかい）は、日本の農産物、飼料、食品などの第三者検定機関である。農産物検査法
に基づく登録検査機関。

## 沿革
- 1952年（昭和27年）2月 - 社団法人「東京穀物検定協会」が農林省の許可を得て設立（米穀配給制度が廃止され民営による販売制度移行に伴い公正な第三者検定機関が必要なため）
- 1955年（昭和30年）9月 - 財団法人「日本穀物検定協会」に統合（横浜、大阪、神戸、福岡、名古屋、長崎、広島、静岡、京都、小樽）
- 1971年（昭和46年）- 食味ランキングを開始[2][3]。
- 1989年（平成元年）- 食味ランキングに特Aランクを設定[4][5]。
- 1995年（平成7年）11月 - 新食糧法の施行に伴い精米表示認証機関の指定を受け精米の認証業務を開始。
- 2000年（平成12年）10月 - 有機農産物及び有機農産物加工食品の登録認定機関に登録。
- 2006年（平成18年）11月 - 北京連絡事務所を設立。
- 2012年（平成24年）4月 - 公益法人制度改革により、一般財団法人へ移行。

## 業務内容
| 項目         | 内容 |
| ------------ | --- |
| 検査・検量   | 農産物検査 輸入雑穀類検定 マイマイガ不在証明 計量証明(トラックスケール) |
| 理化学分析   | 米の品種(DNA)鑑定 残留農薬分析 カビ毒検査 重金属検査 微生物検査 放射能検査 遺伝子組換え体試験 容器包装規格試験 成分分析 米の鮮度判定 小麦加工適性試験 豆腐加工適性試験 米の産地判別 委託試験・研究開発 JAS認定業務 |
| 米の食味試験 | 官能試験 理化学試験 ランキング試験 |
| その他       | 米の品質検定 米穀検定 米の品質理化学確認とマークの貼付 米アドバイス事業 お米アドバイザー 包装容器の証明 飼料証明業務 地域認証制度（道産食品独自認証制度） 食糧倉庫管理システム 中国との交流                        |

## 本支部・研究所

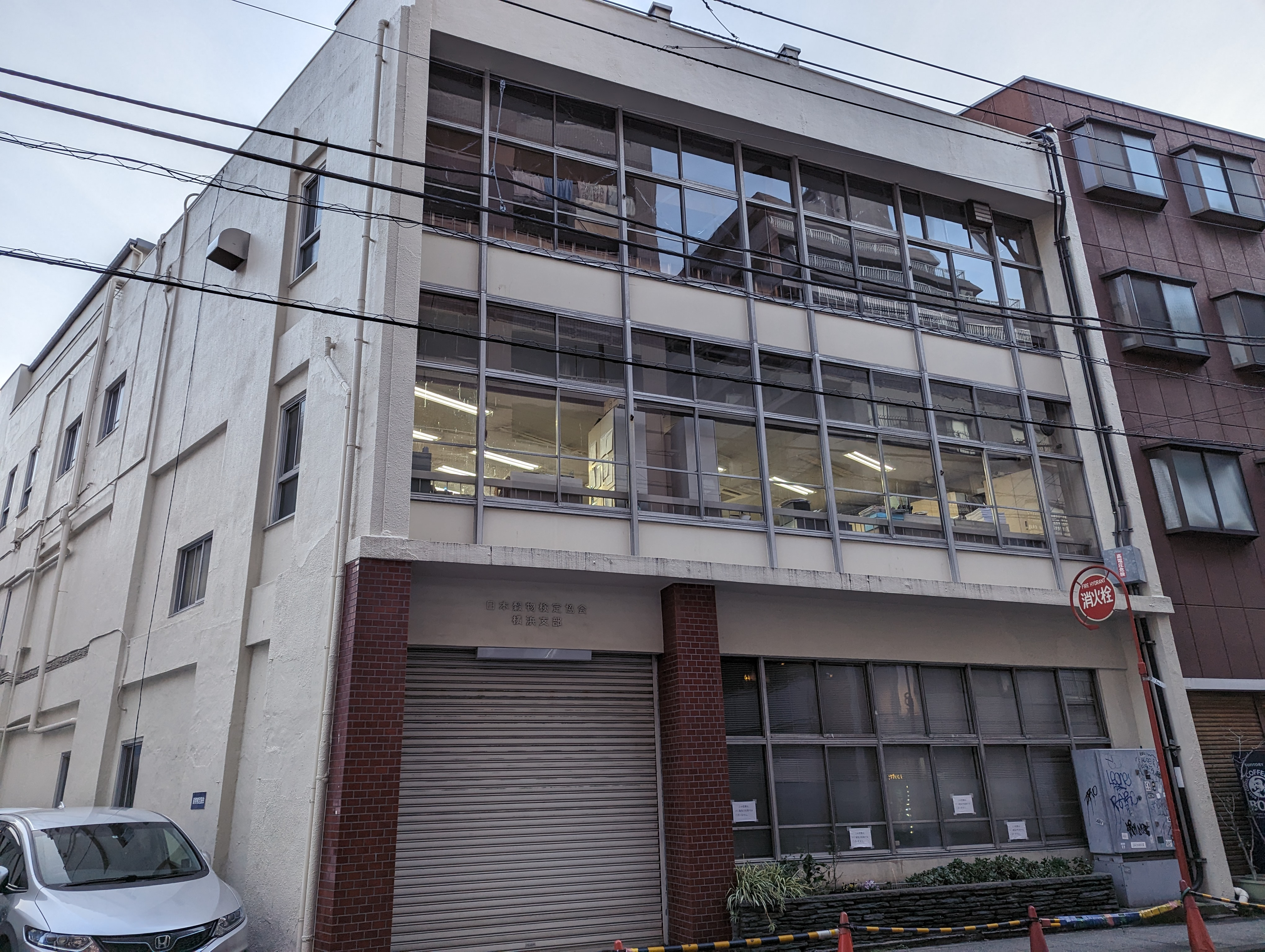
日本穀物検定協会 横浜支部 と表示（横浜市中区山下町）

| 本支部・研究所   | 所在地                                              |
| ---------------- | --------------------------------------------------- |
| 本部             | 東京都中央区日本橋兜町15番6号 製粉会館3階           |
| 北海道支部       | 北海道札幌市白石区菊水八条三丁目1番24号             |
| 東北支部         | 宮城県仙台市宮城野区五輪一丁目17番46号              |
| 関東支部         | 東京都中央区日本橋兜町15番6号 製粉会館3階           |
| 中部支部         | 愛知県名古屋市港区入船一丁目3番33号                 |
| 関西神戸支部     | 兵庫県神戸市中央区磯辺通一丁目1番37号               |
| 九州支部         | 福岡県福岡市博多区石城町7番23号                     |
| 中央研究所       | 千葉県市川市新井二丁目17番3号                       |
| 東京分析センター | 東京都江東区塩浜一丁目2番1号                        |
| 衣浦分析室       | 愛知県半田市十一号地1番地の16                       |
| 神戸分析センター | 兵庫県神戸市中央区磯辺通一丁目1番37号               |
| 連絡事務所       | 北京朝陽区建国門外大街26号1号楼3007室（長富宮飯店） |

## 過去の不正問題
-　輸入米の検査で、コメの販売価格に反映される品質検査の一つとして実施している土砂の分析について測定をしていなかったが2016年４月から２１年５月までに計約６８万トンで検査を実施したように見せかけて検査証明書を発行していたため、2021年9月２１日農林水産省より改善命令を受ける。
-　関西神戸支部は、2022年7月から8月にかけて行った輸入米の品質検査で、一部が水にぬれたりカビが発生したりして異常があったにもかかわらず、品質に問題はないとするうその証明書を発行していたため、外国産農産物の検査について3か月間の業務停止命令を農林水産省より受ける。

## 役員・評議員
| 項目   | 内容                         |
| ------ | ---------------------------- |
| 理事   | 常勤理事 9名 非常勤理事 18名 |
| 監事   | 非常勤監事 1名               |
| 評議員 | 評議員総数 22名              |